# Крейсерская скорость

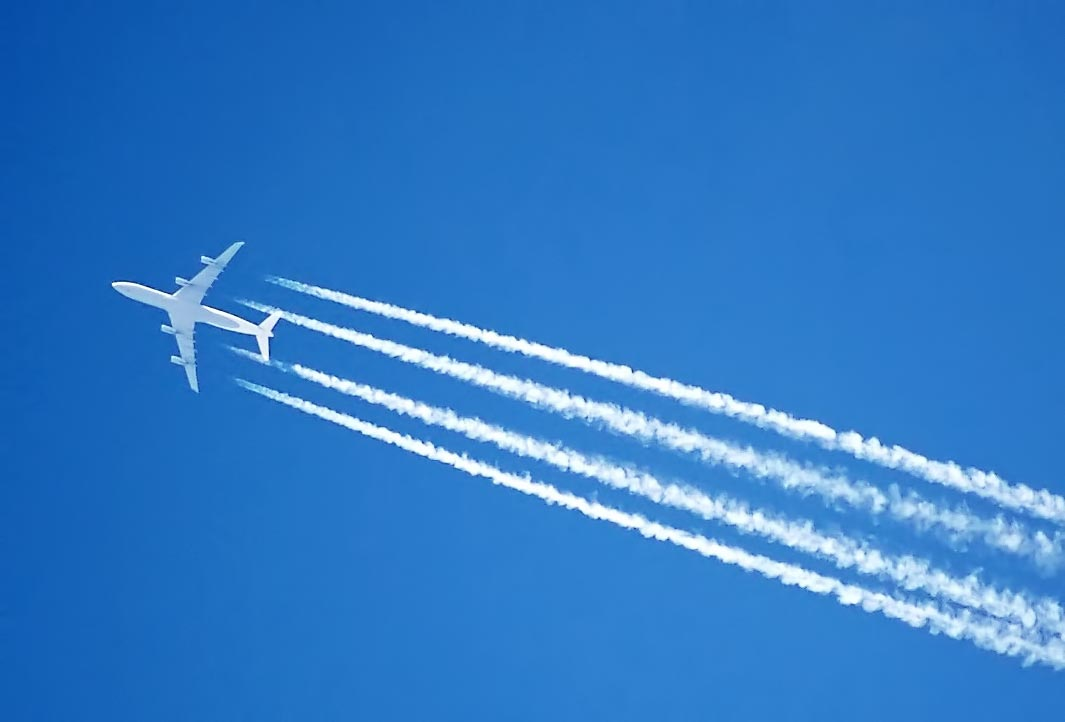
Крейсерский полёт четырёхдвигательного Airbus A340

Крейсерская скорость (калька англ. cruise speed) — скорость движения воздушного, морского или речного судна, автомобиля или другого транспортного средства с наименьшим расходом топлива на километр пути; эта скорость позволяет пройти максимальный путь для фиксированного объёма топлива.

## В авиации
В авиации крейсерская скорость — скорость максимальной дальности полёта воздушного судна и минимального километрового расхода топлива.
Крейсерская скорость составляет, как правило, примерно 60—80 % от максимальной скорости и не превышает скорости звука. Для сверхзвуковых самолетов имеется различие между крейсерской дозвуковой и крейсерской сверхзвуковой скоростью, причём в последнем случае дальность полёта резко уменьшается. Например, на Ту-144С при крейсерской сверхзвуковой скорости, соответствующей М=2,0 , при максимальной взлётной массе 195 тонн максимальная дальность полёта составляет 3080 км, при массе 187 тонн — 3600 км, тогда как перегоночная дальность на крейсерской дозвуковой скорости, соответствующей М=0,85 составляет 4300 км.
Кроме крейсерской, в авиации также принято выделять наивыгоднейшую скорость — скорость полёта, при которой расход топлива в определённый интервал времени минимальный. На наивыгоднейшей скорости самолёт может держаться в воздухе дольше, в связи с чем на такой скорости самолёт часто ожидает очереди посадки при большой загруженности ВПП аэропорта назначения.

## В автомобилестроении
Крейсерская скорость автомобиля, как правило, развивается на максимальной передаче при определённых оборотах двигателя. Расход топлива для загородной езды замеряется именно на крейсерской скорости.